# Thassilo von der Decken

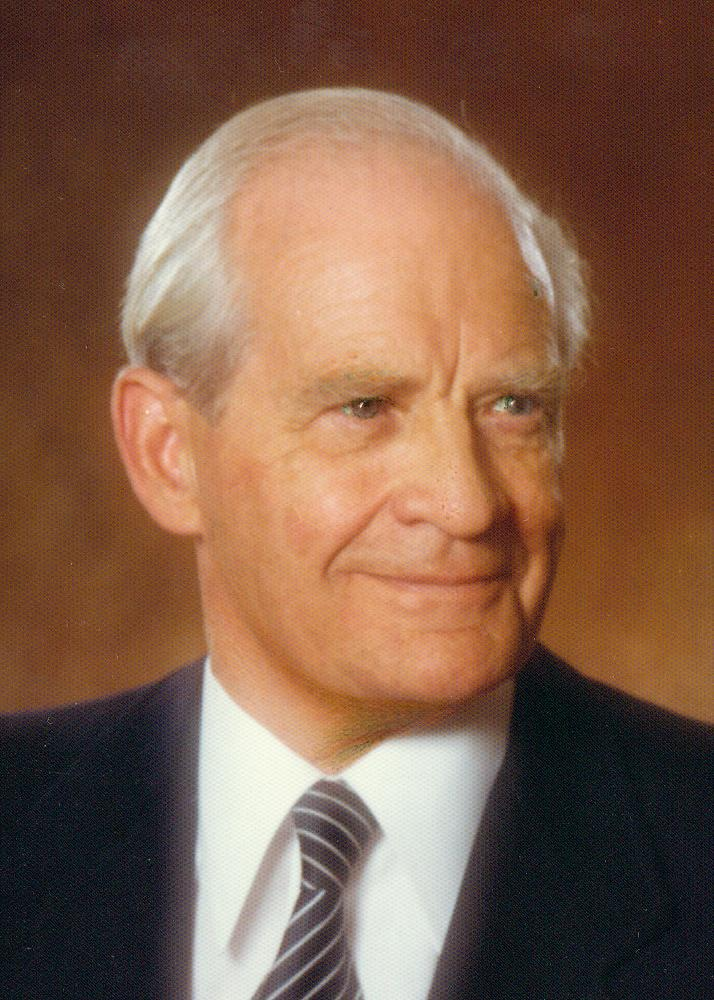
Thassilo von der Decken

Thassilo von der Decken (* 1. Dezember 1911 in Grimma; † 6. Juni 1995 in Schwinge) war ein deutscher Jurist, von 1956 bis 1977 Oberkreisdirektor des Landkreises Stade sowie Vorsitzender der Concordia-Versicherung.
Thassilo von der Decken entstammte dem Adelsgeschlecht Decken. Er studierte Jura an den Universitäten Rostock, Grenoble, München, Berlin und Göttingen. 1939 legte er sein juristisches Staatsexamen ab.
Nach dem Zweiten Weltkrieg war von der Decken Advokat in Stade und vom 1. April 1956 bis 1977 Oberkreisdirektor des Landkreises Stade. Von 1963 bis 1989 war er Präsident der Landschaft und der Ritterschaft des Herzogtum Bremens. Zudem war er 42 Jahre Aufsichtsratsvorsitzender der Concordia-Versicherung.
Von 1969 bis 1989 war von der Decken Vorsitzender des Stader Geschichts- und Heimatvereins sowie von 1977 bis 1990 Senior der St. Antonii-Brüderschaft Stade. Sein Nachlass zur genealogischen Forschung befindet sich im Staatsarchiv Stade. Im Jahr 1998 wurde seine umfangreiche Genealogieforschung Anmerkungen zu den Stammtafeln der Familie von der Decken herausgegeben.

## Auszeichnungen
- 1973: Bundesverdienstkreuz 1. Klasse
- 1982: Niedersächsischer Verdienstorden